# هنري فورد (لاعب كرة قدم أمريكية)
هنري فورد (بالإنجليزية: Henry Ford)‏ هو لاعب كرة قدم أمريكية أمريكي، ولد في 1 نوفمبر 1931 في هومستد ‏ في الولايات المتحدة.

## وصلات خارجية
- هنري فورد على موقع مرجع كرة القدم المحترفة.كوم (الإنجليزية)